# ISO 3166-2:US
Az ISO 3166-2:US egy földrajzi kódokat definiáló ISO szabvány; az ISO 3166-2 szabvány területeket és településeket leíró kódjai közül az Egyesült Államokra vonatkozók tartoznak ide. A kód utolsó két betűje (az UM kivételével) megegyezik az Államokban használatos postai rövidítéssel.
| Kód   | Terület                            |
| ----- | ---------------------------------- |
| US-AK | Alaszka                            |
| US-AL | Alabama                            |
| US-AR | Arkansas                           |
| US-AS | Amerikai Szamoa †                  |
| US-AZ | Arizona                            |
| US-CA | Kalifornia                         |
| US-CO | Colorado                           |
| US-CT | Connecticut                        |
| US-DC | Washington, D.C.                   |
| US-DE | Delaware                           |
| US-FL | Florida                            |
| US-GA | Georgia                            |
| US-GU | Guam †                             |
| US-HI | Hawaii                             |
| US-IA | Iowa                               |
| US-ID | Idaho                              |
| US-IL | Illinois                           |
| US-IN | Indiana                            |
| US-KS | Kansas                             |
| US-KY | Kentucky                           |
| US-LA | Louisiana                          |
| US-MA | Massachusetts                      |
| US-MD | Maryland                           |
| US-ME | Maine                              |
| US-MI | Michigan                           |
| US-MN | Minnesota                          |
| US-MO | Missouri                           |
| US-MP | Északi-Mariana-szigetek †          |
| US-MS | Mississippi                        |
| US-MT | Montana                            |
| US-NC | Észak-Karolina                     |
| US-ND | Észak-Dakota                       |
| US-NE | Nebraska                           |
| US-NH | New Hampshire                      |
| US-NJ | New Jersey                         |
| US-NM | Új-Mexikó                          |
| US-NV | Nevada                             |
| US-NY | New York                           |
| US-OH | Ohio                               |
| US-OK | Oklahoma                           |
| US-OR | Oregon                             |
| US-PA | Pennsylvania                       |
| US-PR | Puerto Rico †                      |
| US-RI | Rhode Island                       |
| US-SC | Dél-Karolina                       |
| US-SD | Dél-Dakota                         |
| US-TN | Tennessee                          |
| US-TX | Texas                              |
| US-UM | Amerikai Csendes-óceáni szigetek † |
| US-UT | Utah                               |
| US-VA | Virginia                           |
| US-VI | Amerikai Virgin-szigetek †         |
| US-VT | Vermont                            |
| US-WA | Washington                         |
| US-WI | Wisconsin                          |
| US-WV | Nyugat-Virginia                    |
| US-WY | Wyoming                            |

| Kód               | Állam                            |
| ----------------- | -------------------------------- |
| US-AL             | Alabama                          |
| US-AK             | Alaszka                          |
| US-AZ             | Arizona                          |
| US-AR             | Arkansas                         |
| US-CO             | Colorado                         |
| US-CT             | Connecticut                      |
| US-DE             | Delaware                         |
| US-SD             | Dél-Dakota                       |
| US-SC             | Dél-Karolina                     |
| US-ND             | Észak-Dakota                     |
| US-NC             | Észak-Karolina                   |
| US-FL             | Florida                          |
| US-GA             | Georgia                          |
| US-HI             | Hawaii                           |
| US-ID             | Idaho                            |
| US-IL             | Illinois                         |
| US-IN             | Indiana                          |
| US-IA             | Iowa                             |
| US-CA             | Kalifornia                       |
| US-KS             | Kansas                           |
| US-KY             | Kentucky                         |
| US-LA             | Louisiana                        |
| US-ME             | Maine                            |
| US-MD             | Maryland                         |
| US-MA             | Massachusetts                    |
| US-MI             | Michigan                         |
| US-MN             | Minnesota                        |
| US-MS             | Mississippi                      |
| US-MO             | Missouri                         |
| US-MT             | Montana                          |
| US-NE             | Nebraska                         |
| US-NV             | Nevada                           |
| US-NH             | New Hampshire                    |
| US-NJ             | New Jersey                       |
| US-NY             | New York                         |
| US-WV             | Nyugat-Virginia                  |
| US-OH             | Ohio                             |
| US-OK             | Oklahoma                         |
| US-OR             | Oregon                           |
| US-PA             | Pennsylvania                     |
| US-RI             | Rhode Island                     |
| US-TN             | Tennessee                        |
| US-TX             | Texas                            |
| US-NM             | Új-Mexikó                        |
| US-UT             | Utah                             |
| US-VT             | Vermont                          |
| US-VA             | Virginia                         |
| US-WA             | Washington                       |
| US-WI             | Wisconsin                        |
| US-WY             | Wyoming                          |
| Körzet            |                                  |
| US-DC             | Washington, D.C.                 |
| Függő területek † |                                  |
| US-UM             | Amerikai Csendes-óceáni szigetek |
| US-AS             | Amerikai Szamoa                  |
| US-VI             | Amerikai Virgin-szigetek         |
| US-MP             | Északi-Mariana-szigetek          |
| US-GU             | Guam                             |
| US-PR             | Puerto Rico                      |

| † Lásd az alábbi lapokat is      | † Lásd az alábbi lapokat is |
| -------------------------------- | --------------------------- |
| Amerikai Csendes-óceáni szigetek | ISO 3166-2:UM               |
| Amerikai Szamoa                  | ISO 3166-2:AS               |
| Amerikai Virgin-szigetek         | ISO 3166-2:VI               |
| Északi-Mariana-szigetek          | ISO 3166-2:MP               |
| Guam                             | ISO 3166-2:GU               |
| Puerto Rico                      | ISO 3166-2:PR               |